# Archimede (1933)
«Аркімеде» (італ. Archimede, ісп. General Mola (GM)) — військовий корабель, підводний човен головний у своєму типі Королівських ВМС Італії та націоналістичного флоту франкістської Іспанії за часів Другої світової війни.
«Аркімеде» був закладений 1 жовтня 1931 року на верфі компанії Cantieri navali Tosi di Taranto у Таранто. 10 грудня 1933 року він був спущений на воду, а 1 серпня 1934 року увійшов до складу Королівських ВМС Італії.
У квітні 1937 року був потай переданий італійським фашистським урядом іспанським франкістам під час Громадянської війни та використовувався націоналістами в ході боїв на морі проти республіканців.